# Municipio de Portland (condado de Plymouth)
El municipio de Portland (en inglés: Portland Township) es un municipio ubicado en el condado de Plymouth en el estado estadounidense de Iowa. En el año 2010 tenía una población de 1755 habitantes y una densidad poblacional de 18,24 personas por km².

## Geografía
El municipio de Portland se encuentra ubicado en las coordenadas 42°51′32″N 96°29′54″O / 42.85889, -96.49833. Según la Oficina del Censo de los Estados Unidos, el municipio tiene una superficie total de 96.22 km², de la cual 96.07 km² corresponden a tierra firme y (0.16%) 0.15 km² es agua.

## Demografía
Según el censo de 2010, había 1755 personas residiendo en el municipio de Portland. La densidad de población era de 18,24 hab./km². De los 1755 habitantes, el municipio de Portland estaba compuesto por el 96.81% blancos, el 0.4% eran afroamericanos, el 0.51% eran amerindios, el 0.06% eran asiáticos, el 0.06% eran isleños del Pacífico, el 1.14% eran de otras razas y el 1.03% pertenecían a dos o más razas. Del total de la población el 1.31% eran hispanos o latinos de cualquier raza.